# 斯托羅熱沃伊島
斯托羅熱沃伊島是俄羅斯的島嶼，屬於北地群島的一部分，位於十月革命島以東950米的喀拉海，由克拉斯諾亞爾斯克邊疆區負責管轄，長3.5公里、寬0.85公里，最高點海拔高度74米，島上無人居住。